# Maider Esparza Elizalde
Maider Esparza Elizalde (Pamplona, 28 aprile 1979) è un'ex ginnasta spagnola, riserva della squadra nazionale di ginnastica ritmica che fu doppia campionessa del mondo e medaglia d'oro nei Giochi Olimpici di Atlanta del 1996.
Nel 2013 debuttò su YouTube il documentario Las Niñas de Oro, diretto da Carlos Beltrán, il quale narra la storia della squadra campionessa olimpica ad Atlanta attraverso le interviste alle stesse ginnaste, tra le quali Maider. Nel 2016 assistette insieme al resto della squadra al Gala del 20 Anniversario della Medaglia d'Oro Atlanta '96 a Badajoz.

## Carriera

### Gli inizi

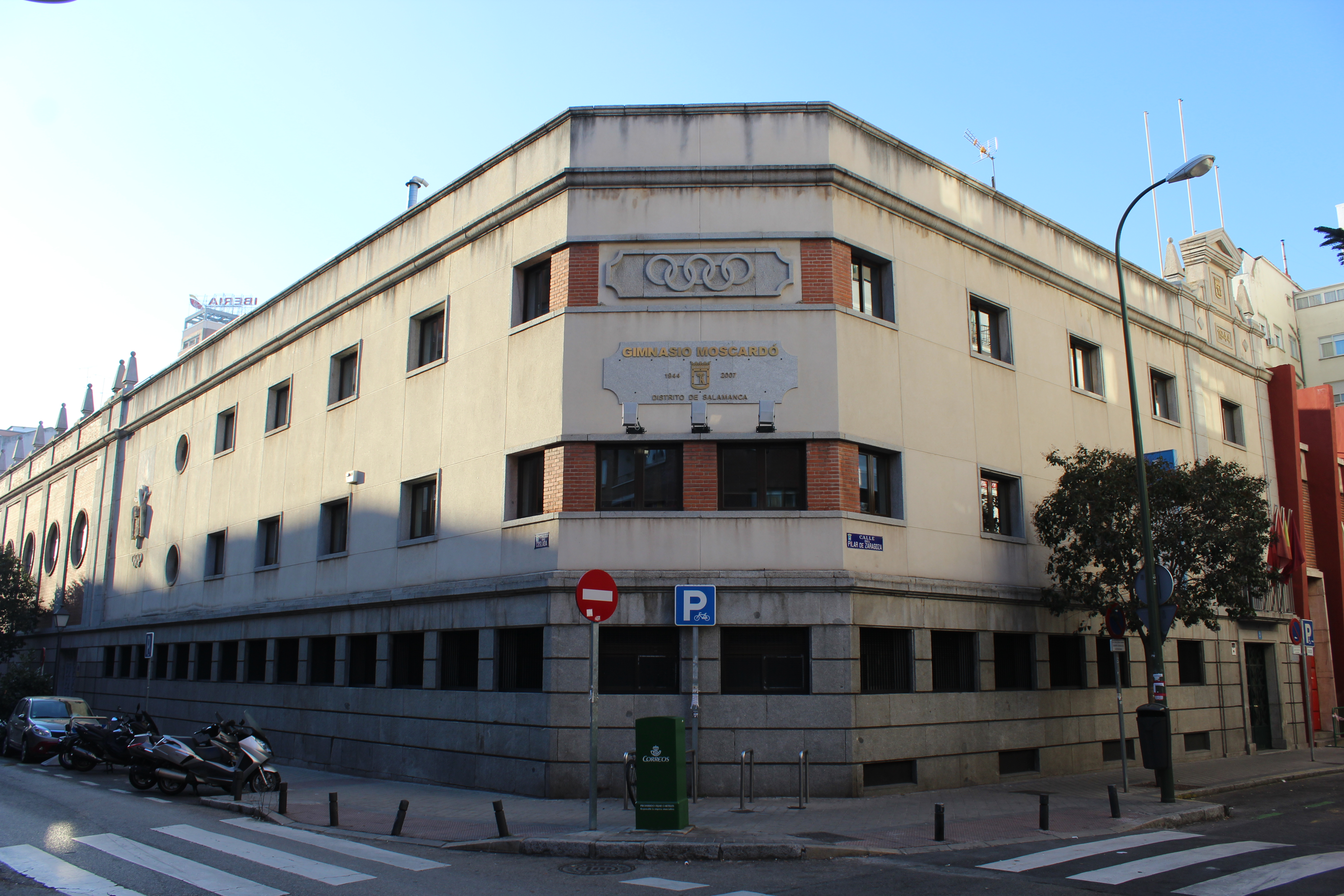
La palestra Moscardó, nel quartiere di Salamanca (Madrid), fu il luogo d'allenamento della selezione nazionale di ginnastica ritmica fino al 1997

Iniziò la sua carriera da ginnasta nel Club Natación Pamplona, motivata dal fatto che due delle sue cugine praticavano ginnastica. Nel 1993, nel Campionato spagnolo individuale B a Valencia, giunse quarta nelle gara di clavette e nello stesso anno partecipò al Campionato spagnolo di squadra a Gijón, essendo quarta nella prima categoria con il Natación Pamplona.

### Tappa nella selezione nazionale
Nel 1994, fu convocata della selezionatrice nazionale Emilia Boneva. Entrò a far parte della selezione nazionale di ginnastica ritmica spagnola di squadra dal maggio del 1994 al 1996. Durante questo periodo convisse con il resto dei membri della squadra in uno chalet a Canillejas allenandosi  nella Palestra Moscardó dal lunedì al sabato prima 6 ore al giorno e dopo fino a otto ore al giorno, nell'anno prima dei Giochi Olimpici, nel quale abbandonarono il collegio.  La squadra fu allenata dalla stessa Emilia Boneva e da Maria Fernandez Ostolaza. La coreografa dal 1994 al 1998 fu Marisa Mateo.
Nell'ottobre del 1994 diventò ginnasta titolare debuttando nella competizione del Torneo Internazionale di Portimão nell'aprile del 1995, nel quale raggiunse il bronzo tanto nella gara generale quanto nella finale dei 5 cerchi. Dopo il torneo di Karlsruhe, la sua seconda competizione in qualità di titolare, fu una riserva nella maggior parte delle competizioni nelle quali partecipò la squadra spagnola che ottenne in questi anni due ori nei Mondiali di Vienna e Budapest e la medaglia d'oro nei Giochi Olimpici di Atlanta, oltre a tre medaglie d'argento in diversi Mondiali. In qualità di riserva, Maider doveva memorizzare ciascuno dei posti dei due esercizi, cosicché nel caso qualche titolare avesse rinunciato, lei poteva sostituirla.
Era possibile convocare soltanto  le sei ginnaste titolari della squadra per i Giochi Olimpici di Atlanta, pertanto Maider rimase fuori dalla convocazione anche se viaggiò per presenziare personalmente alla competizione. La squadra spagnola medaglia d'oro nei Giochi Olimpici di Atlanta 1996, era formata da Marta Baldò, Nuria Cabanillas, Estela Giménez, Lorena Guréndez, Tania Lamarca e Estíbaliz Martinez. Dopo questo traguardo, la squadra fu nominata dai mass media las Niṅas de Oro. Gli fu concessa anche la targa d'oro della Real Orden del Mérito Deportivo (1996) e la Coppa Barón de Güell nei Premi Nazionali dello Sport (1997) distinzioni concesse alla squadra spagnola di ginnastica ritmica da parte del Consiglio Superiore dello Sport.

### Ritiro dalla ginnastica

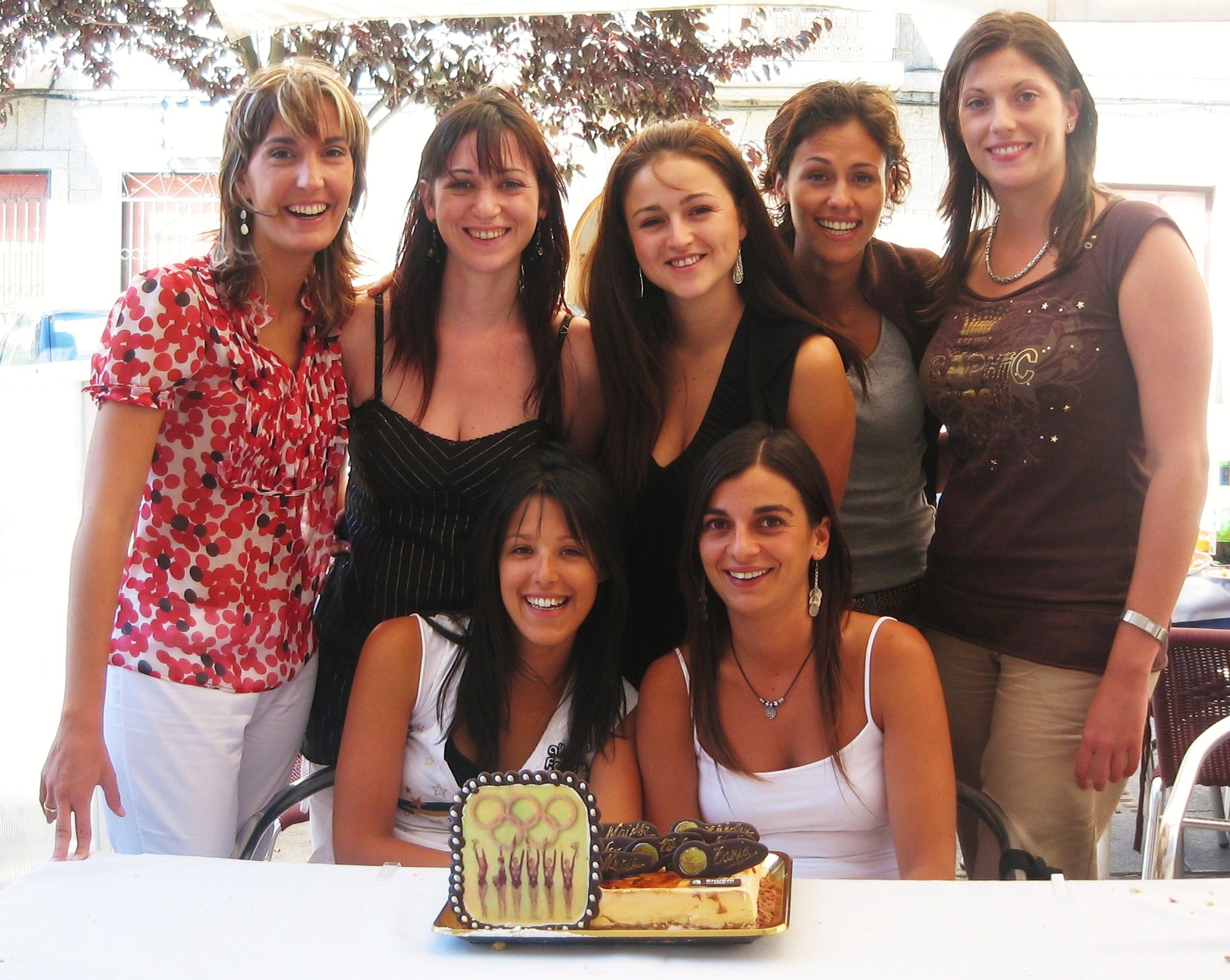
Maider (in piedi, la prima a sinistra) insieme alla squadra di Atlanta 1996, in una rimpatriata nel 2006 riportata nel documentario Las Niñas de Oro.

Abbandonò la ginnastica ritmica nel settembre del 1996, dopo i Giochi Olimpici di Atlanta. Il 22 dicembre di questo anno, Maider ricevette un omaggio a Pamplona da parte della Federazione Navarrese di Ginnastica. Nello stesso anno, la squadra spagnola fece un'esibizione nella quale fu consegnato sia  a lei che alla sua allenatrice una copia della medaglia d'oro di Atlanta. Qualche anno dopo, nella presentazione a Pamplona del libro Lacrime per una medaglia della collega Tania Lamarca, Maider avrebbe commentato che il suo abbandono «fu un sollievo [...]. La peggior cosa per me fu la pressione di restare a Madrid. A Pamplona mi sentivo bene». Nella stessa presentazione rivendicava «che si deve riconoscere il lavoro che svolgono le ginnaste che stanno qui, anche se non si vede, perché tutte fanno lo stesso sforzo».
Il 5 agosto del 2000 partecipò insieme ad alcune delle sue ex compagne della selezione alla cerimonia organizzata per Emilia Boneva durante il Campionato Spagnolo di Squadra di Ginnastica Ritmica celebrato a Málaga, nel quale realizzarono un esercizio ideato specialmente per l'occasione il quale si inspirava a quello dei 5 cerchi del 1996 nel quale si erano allenati le settimane precedenti con l'aiuto di Ana Bautista. Emilia viaggiò dalla Bulgaria per partecipare all'evento, anche senza essere a conoscenza del fatto che molte delle sue ex allieve le avrebbero organizzato una cerimonia. Marta Baldó non potette partecipare e Lorena Guréndez assistette però non realizzò l'esercizio nonostante fosse una componente della selezione nazionale. Carlos Pérez fu incaricato di organizzare l'incontro dopo che le stesse Niñas de Oro gli proposero l'idea. Nei giorni seguenti ritornarono a realizzare l'esercizio a Manzanares el Real (Madrid), essendo questa l'ultima volta che si rincontrarono con Emilia. 

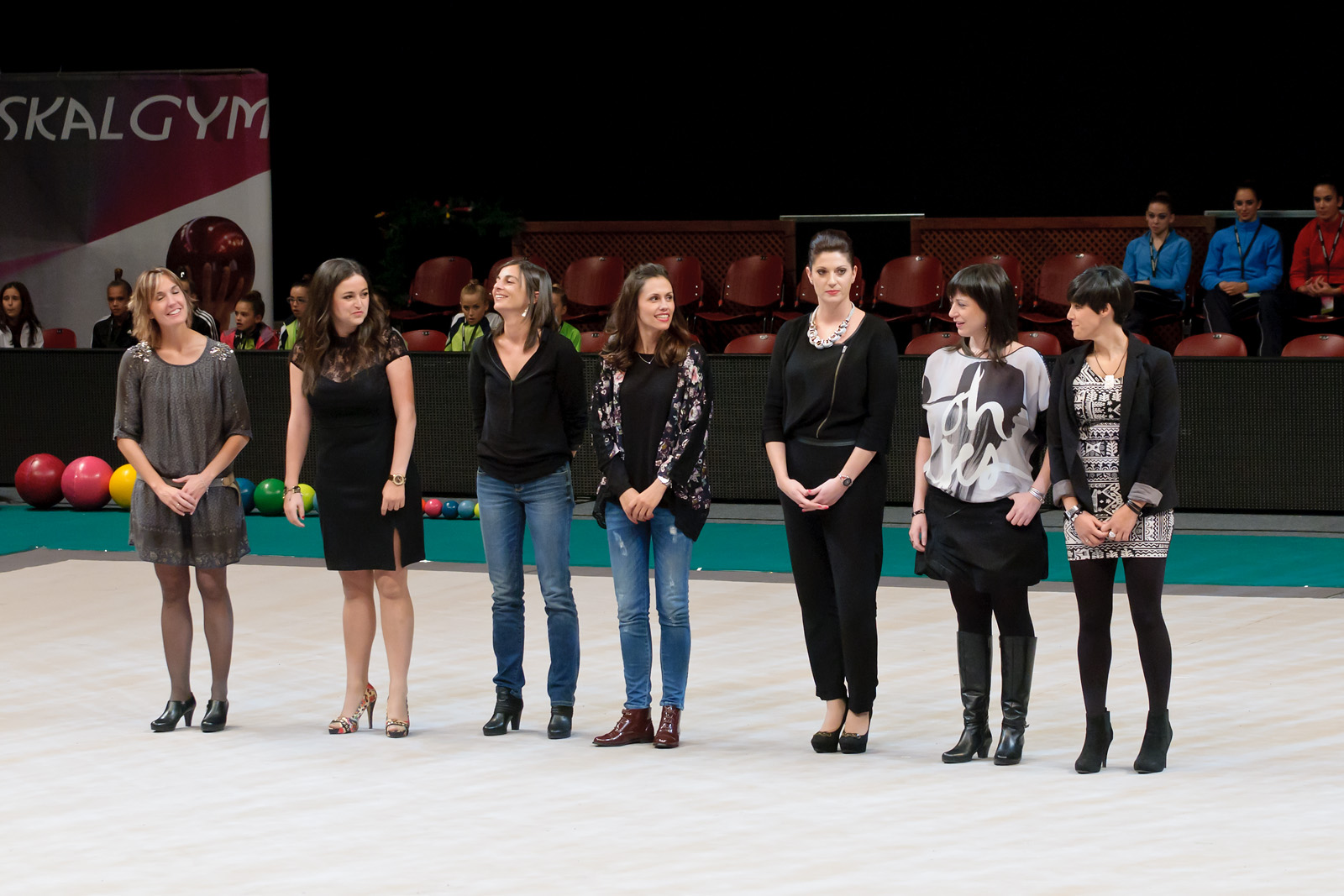
Maider (la prima a sinistra) e le altre Niñas de Oro alla cerimonia nel Euskalgym 2014

Nell'aprile del 2002, le componenti della squadra del 1996 ritornarono insieme nel V Certamen di Ginnastica Ritmica Interscolastico, che fu organizzato a Zaragoza e nel quale cinque di loro realizzarono uno degli esercizi di Atlanta, oltre a ricevere un ringraziamento. Nuria Cabanillas e Lorena Guréndez non potettero partecipare all'allenamento dell'esercizio durante la settimana però parteciparono all'evento.
Nell'agosto del 2006, insieme al resto delle sue ex compagne della selezione nazionale del 1996, partecipò per tre giorni all'incontro che ebbe luogo ad Avila in occasione del decimo anniversario del conseguimento della medaglia d'oro ad Atlanta 1996. Questo incontro lo organizzò Carlos Beltrán insieme alla sua produttrice, Klifas dreams, con l'obiettivo di registrare un documentario nel quale le stesse narrassero la loro storia. Las Niṅas de Oro debuttò su YouTube nel dicembre del 2013, diretto dallo stesso Carlos Beltrán con una durata di 54 minuti. Si divide in cinque parti,  la prima fu trasmessa nel giorno 9 mentre l'ultima nel giorno 26. Il documentario narra, attraverso le interviste alle stesse ginnaste, il prima il durante e il dopo della medaglia d'oro di Atlanta.

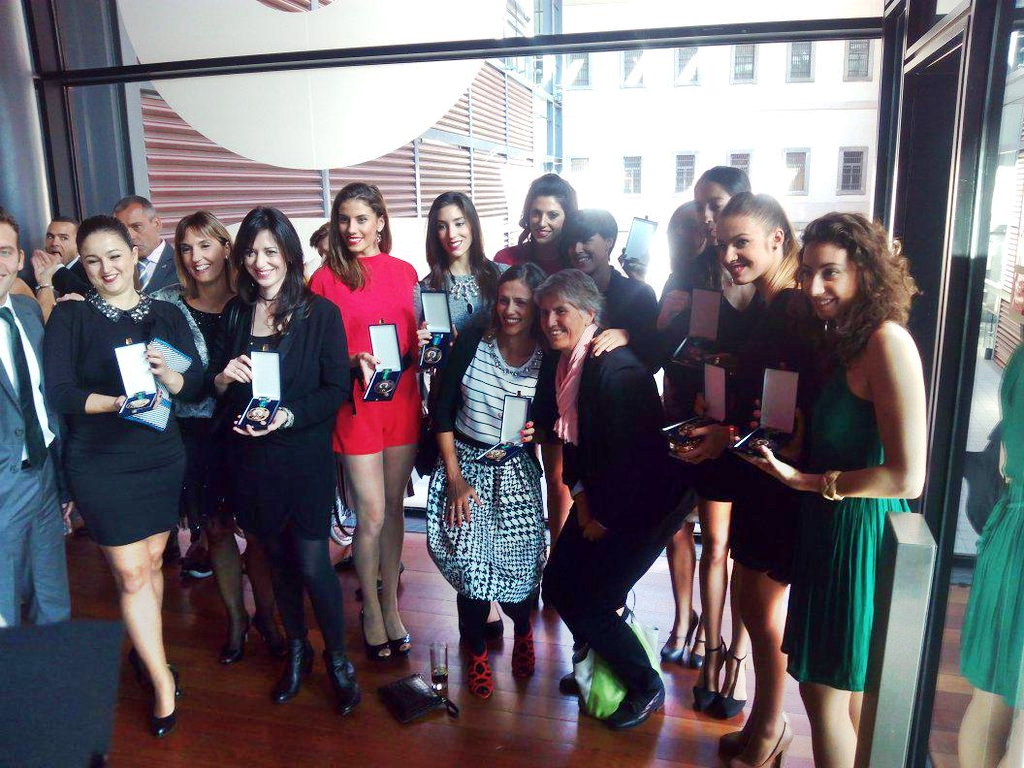
Las Niñas de Oro insieme alla squadra Paloma del Río nella consegna della ROMD (2015)

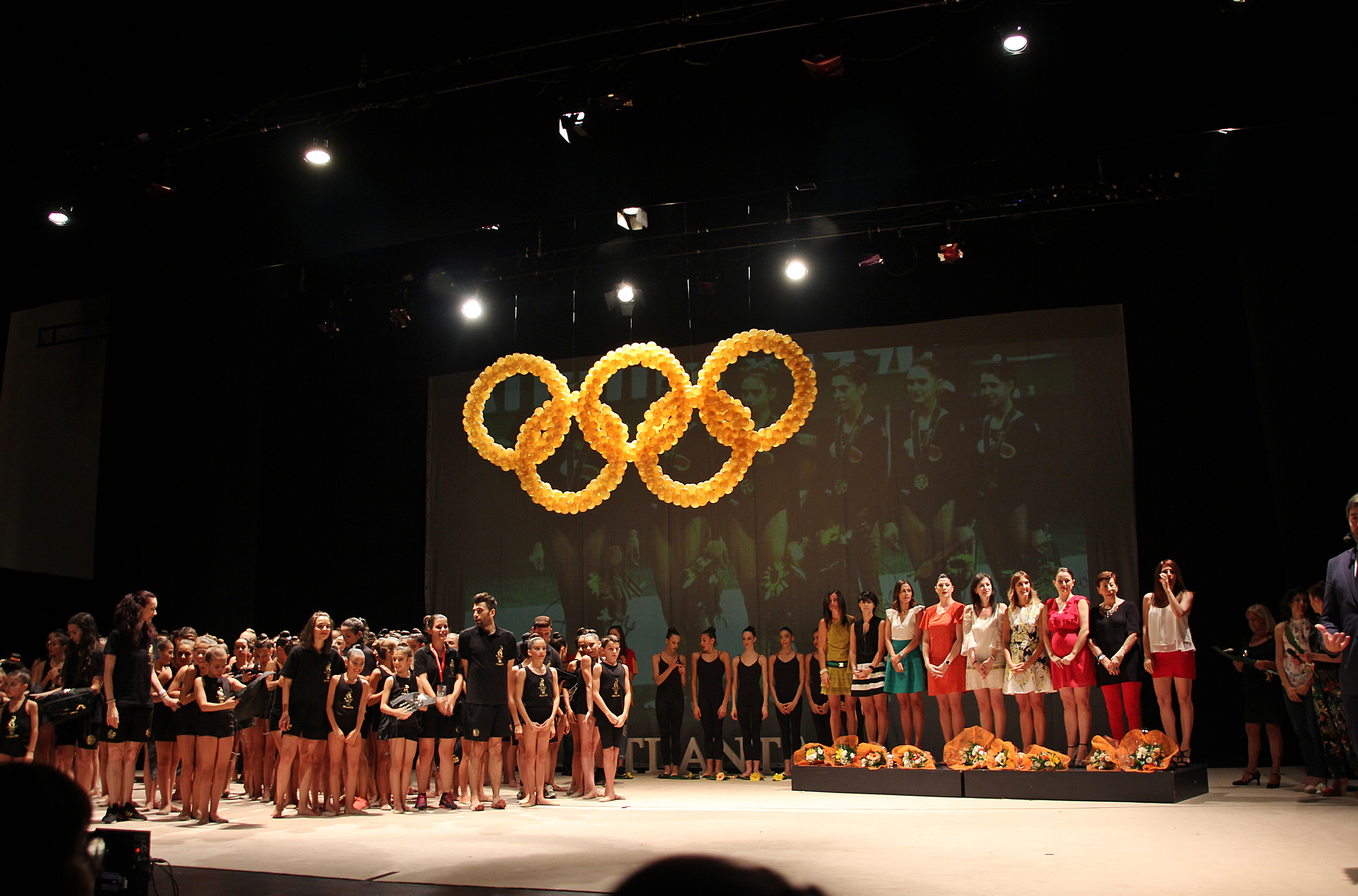
La squadra nel Gala 20º Aniversario (2016)

L'8 novembre del 2014, le sette componenti che furono integrate alla squadra nel 1996, tra le quali Maider, furono omaggiate nel IX Gala Internazionale di Ginnastica Ritmica Euskalgym che fu celebrato la prima volta a Vitoria. Nella stessa, ebbe luogo una proiezione di immagini che riguardavano i nomi delle ginnaste con il simbolo dei Giochi Olimpici di Atlanta 1996 e la medaglia d'oro sullo sfondo, mentre echeggiava la melodia dell'esercizio ad anelli di quelle Olimpiadi. In seguito le sette ginnaste salirono sul palco per ricevere la Medaglia Euskalgym e ricevere una targa commemorativa da José Luis Tejedor y Javier Maroto, presidente della Federazione Vasca di Ginnastica e sindaco di Vitoria contemporaneamente, di fronte quasi 9.000 persone che assistettero al gala nel Fernando Buesa Arena. Fu  la prima volta che las Niṅas de Oro erano al completo dopo la riunione del 2006. Il 14 ottobre 2015, le sette Niṅas de Oro si rincontrarono a Madrid in occasione della consegna alle sei campionesse olimpiche della Medaglia d'Oro della Real Orden del Mérito Deportivo, consegnata dal Consiglio Superiore dello Sport. Nello stesso evento fu consegnata la Medaglia di Bronzo alla squadra spagnola del 2014, conosciuta come el Equipaso, essendo la prima volta che entrambe le generazioni di ginnaste si riunivano.
Il 23 luglio del 2016 si rincontrò con il resto della Niñas de Oro nel Gala 20.º Anniversario della Medaglia d'Oro ad Atlanta '96 , che ebbe luogo nel Palazzo dei Congressi di Badajoz nel X Campus Internazionale di Ginnastica Ritmica Nuria Cabanillas.
Alla celebrazione parteciparono anche diverse ex ginnaste della selezione come Carolina Pascual, Almudena Cid, Alba Caride, Ana Bautista, Carolina Malchair, Marta Calamonte, María Eugenia Rodríguez e Ana María Pelaz, così come il giudice internazionale Maite Nadal e la coreografa del gruppo di Atlanta, Marisa Mateo. La squadra nazionale giovanile realizzò due esibizioni durante il gala, alle quali si aggiunsero anche le performance di Carolina Pascual e dei partecipanti del Campus. Fu emesso allo stesso tempo un messaggio registrato dalla ex selezionatrice  Emilia Boneva dalla sua casa in Bulgaria.
Nel settembre del 2018 viaggiò insieme alle altre ex ginnaste della selezione spagnola al Mondiale di Ginnastica Ritmica di Sofia per rincontrarsi con la ex selezionatrice nazionale Emilia Boneva, organizzando una cena in suo onore.
Benché per un periodo fu allenatrice di ginnastica ritmica nel suo ex club, il Club Natación Pamplona, Lavora come tecnico di radiologia all'Ospedale di Navarra. .

## Vita personale
Ha due bambini: una ragazza, Naia, che pratica ginnastica ritmica e un ragazzo, Oier.

## Musica degli esercizi
| Anno | Strumenti           | Música |
| ---- | ------------------- | --- |
| 1995 | 5 cerchi            | Brano Asturias (Leyenda), appartenente alla Suite española, Op. 47 di Isaac Albéniz. |
| 1995 | 3 palle e 2 nastri  | Tango «Verano porteño», de Astor Piazzolla. |
| 1995 | Esibizione          | Sevillana «Tócala, tócala», de Cantores de Híspalis. |
| 1996 | 5 cerchi            | Medley di varie canzoni appartenenti a musical nordamericani, principalmente "America" composta da Leonard Bernstein e inclusa in West Side Story, o «I Got Rhythm» e «Embraceable You», temi creati da George Gershwin e che apparvero nella colonna sonora di Un americano a Parigi. |
| 1996 | 3 palle e 2 nastri. | «Alba andalusa». |